# ارنست روم
ارنست یولیوس روم (به آلمانی: Ernst Julius Röhm) (زاده ۲۸ نوامبر ۱۸۸۷ – درگذشته ۱ ژوئیه ۱۹۳۴) وی به عنوان افسر در جریان جنگ جهانی اول برای ارتش آلمان فعالیت کرد و پس از جنگ به حزب نازی پیوست. وی بنیانگذار گردان طوفان (SA) و فرمانده نیروهای شبه نظامی حزب نازی بود. ارنست روهم در جریان شب دشنه‌های بلند به دستور هیتلر به قتل رسید.

## زندگی
ارنست روم در جریان جنگ جهانی اول در پیاده‌نظام ارتش باواریا برای آلمان جنگید و موفق به دریافت صلیب آهنین شد. وی در جبهه فرانسه به شدت زخمی شد و مجبور شد برای استراحت و بهبودی از جنگ دور بماند. پس از پایان جنگ در تاریخ ۱۱ نوامبر ۱۹۱۸ روهم برای سرکوب شورش کمونیست‌ها در آلمان یک گروه شبه‌نظامی در مونیخ ایجاد کرد. در سال ۱۹۱۹ او به حزب کارگران آلمان که بعدها به حزب ملی کارگران سوسیالیست آلمان تغییر پیدا کرد پیوست و در اولین گام گروه شبه نظامی حزب را تشکیل داد. عمده‌ترین فعالیت گروه شبه نظامی حزب مبارزه با کمونیست‌ها و سرکوب یهودیان بود.
پس از شکست کودتای مونیخ که به کودتای آبجو فروشی نیز مشهور است روهم، هیتلر و چند تن دیگر از اعضای حزب به دادگاه برده شدند. روهم مقصر شناخته شد و به یک سال حبس محکوم شد اما پس از سه ماه با قول به رفتار خوب و دوری از فعالیت‌های مشکوک سیاسی از زندان آزاد شد. در ماه آوریل ۱۹۲۴ هنگامی که هنوز هیتلر در زندان به سر می‌برد روهم فعالیت‌های خود را در رایشتاگ (مجلس ملی آلمان) ادامه داد اما پس از مدتی در سال ۱۹۲۵ از رایشتاگ خارج و به بولیوی برای دادن مشاوره نظامی به ارتش آن کشور رفت.

## رهبر اس آ
پس از آنکه هیتلر از زندان آزاد شد فعالیت‌های حزبی را از سر گرفت و در اواخر سال ۱۹۳۰ پیامی برای روهم فرستاد و از وی درخواست کرد که به حزب برگشته و مسئولیت گروه شبه نظامی را قبول کند، روهم نیز این پیشنهاد را قبول کرد و در آوریل ۱۹۳۱ مجدداً کار خود را به عنوان رئیس اس آ از سر گرفت. گروه‌های شبه نظامی حزب نازی از جمله گروه طوفان و اس اس مجموعاً یک میلیون عضو داشتند و از نیروها در اجرای برنامه‌های سرکوب مخالفان حزب استفاده می‌شد. یکی دیگر از مسائلی که در مورد روهم گفته می‌شود همجنسگرا بودن و موافقت او با مسئله همجنسگرایان بود و این امر با اهداف سایر نازی‌ها مغایرت داشت و آنها این کار روهم را یک رسوایی ملی می‌دانستند.

### انقلاب دوم

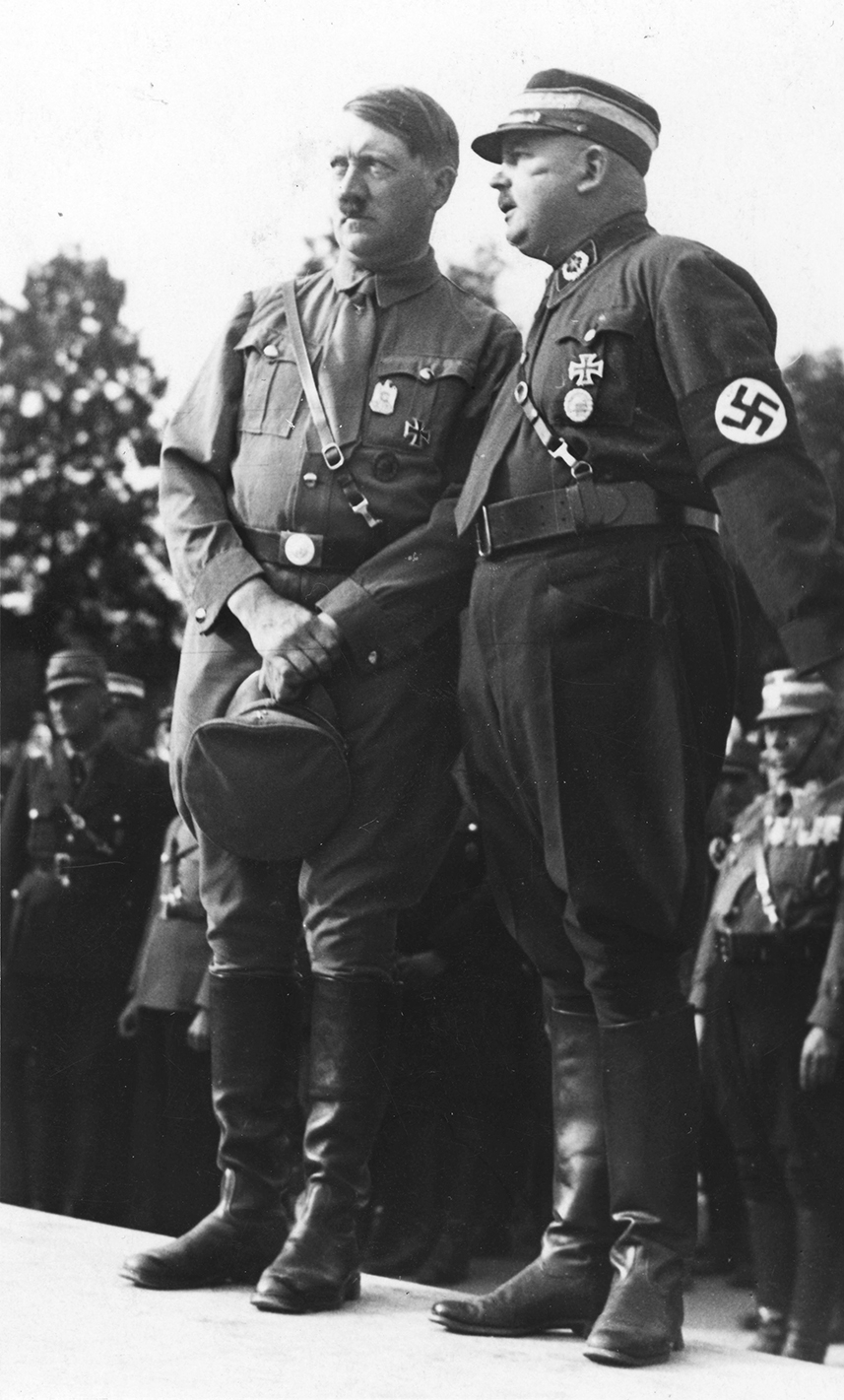
ارنست روهم در کنار هیتلر آگوست ۱۹۳۳

روهم خود و گروه اس آ را پیشتاز انقلاب ملی سوسیالیستی می‌دانست. اما هیتلر گروه شبه نظامی حزب را تنها به عنوان یک سلاح سیاسی می‌خواست و از آنها به عنوان یک ابزار استفاده می‌کرد. پس از صدراعظم شدن هیتلر گروه‌های شبه نظامی حزب شروع به فشار آوردن به سرمایه داران (ازجمله یهودیان) و صاحبان صنایع برای ملی کردن تمام صنعت کردند. روهم این حرکت را انقلاب دوم نامگذاری کرد و مبارزه با کمونیست‌ها را نیز بخشی از این انقلاب دوم خواند.
هیتلر به گروه اس آ و ارنست روهم اطمینان نداشت و معتقد بود چون اکثر افراد این گروه قبلاً کمونیست بوده‌اند احتمال اینکه پس از به قدرت رسیدن موانعی ایجاد کنند بسیار بالاست. از طرف دیگر ارنست روهم برنامه‌ای برای جایگزینی گروه اس آ به جای ارتش آلمان داشت او معتقد بود باید ارتش صد هزار نفری آلمان (برطبق معاهده ورسای) را با گروه اس آ ادغام کرد تا یک ارتش مردمی ایجاد شود. فرماندهان ارتش نگران این تصمیم روهم بودند زیرا گروه شبه نظامی وی را فاسد و همجنس‌گرا می‌خواندند و ادغام ارتش با این گروه شبه‌نظامی را به معنی نابودی ارتش می‌دانستند. هیتلر روابط خوبی با ارتش و افسران ارشد آن داشت و مخالف هرگونه دخالت در امور ارتش بود. هیتلر همچنین پشتیبانی پاول فون هیندنبورگ رئیس‌جمهور را داشت که در واقع یکی از فرماندهان ارتش آلمان بود.
هیتلر دستور داد بخشی از نیروهای گروه شبه نظامی حزب برکنار شود، هیتلر خواستار آن بود که گروه اس آ یک گروه کوچک تشریفاتی شود. پاسخ روهم به این فعالیت‌ها مسلح کردن تعداد بیشتری از افراد گروه شبه نظامی حزب بود، وی همچنین مجدداً پیشنهاد ادغام گروه اس آ و ارتش را داد که به شدت از طرف ارتش رد شد. آدولف هیتلر در تاریخ ۱۱ آوریل ۱۹۳۴ در کشتی دویچلند (Deutschland) با برخی از سران ارتش آلمان دیدار کرد و او در جریان این دیدار دریافت که رئیس‌جمهور هیندنبورگ به علت شدت بیماری احتمالاً تا پایان سال زنده نخواهد ماند. هیتلر از سران ارتش آلمان درخواست کرد که از وی در صورت فوت هیندنبرگ برای جانشینی حمایت کنند و در مقابل هیتلر متعهد شد که جاه طلبی‌های روهم در ادغام ارتش با گروه اس آ را سرکوب کند. هیتلر در دیدارهای آخر با پاول فون هیندنبورگ احساس کرد وی رویکرد مثبتی ندارد و هیتلر نگران بود پس از هیندنبورگ نتواند جانشین وی شود بنابراین تصمیم گرفت با ارتش همکاری بیشتری داشته و خواسته‌های ارتش که حذف گروه اس آ یکی از آنها بود را اجرا کند.

## مرگ

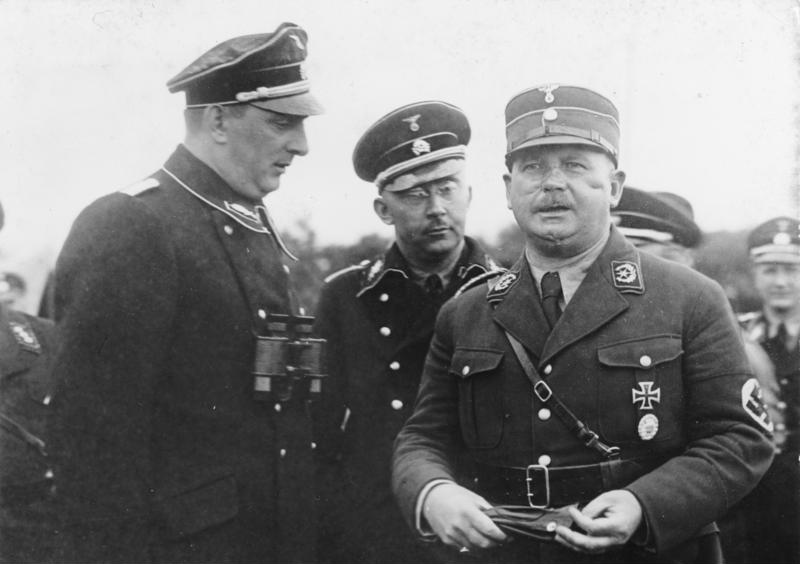
ارنست روهم و هاینریش هیملر آگوست ۱۹۳۳

هاینریش هیملر رئیس اس اس، دیگر گروه شبه نظامی حزب نازی، یوزف گوبلز وزیر تبلیغات آلمان نازی و هرمان گورینگ، ارنست روهم را در مقابل خود می‌دیدند. هرمان گورینگ تصور می‌کرد با حذف ارنست روهم می‌تواند فرماندهی گروه اس آ را بر عهده بگیرد. پس با همکاری گشتاپو و دیگر رهبران حزب نازی، این‌طور وانمود کرد که روهم در پی مخالفت و توطئه علیه آدولف هیتلر است. در همین حال، روهم به همراه چند تن از دوستانش در تعطیلات بودند. در ۲۸ ژوئن هیتلر تمام سران حزب از جمله سران اس آ را به کنفرانسی در تاریخ ۳۰ ژوئن دعوت کرد و روهم حضور در کنفرانس را پذیرفت.
پس از آمدن روهم، وی به اتهام خیانت به حزب نازی و برنامه‌ریزی به منظور توطئه علیه آدولف هیتلر دستگیر شد. به وی این فرصت داده شد تا خودکشی کند اما روهم از این کار خودداری کرد و این امر موجب شد تا تئودور آیکه* (بعدها مسئول اردوگاه کار اجباری داخائو شد) به همراه میشل لیپرت* با شلیک چند گلوله به سینه ارنست روهم، وی را به قتل برسانند.